# Tejutla
Tejutla (früher auch Santiago Tenango und Texutla, dann Santiago Tejutla) ist eine Kleinstadt (Villa) und Verwaltungssitz des gleichnamigen Municipios im Departamento San Marcos in Guatemala. Der Ort liegt rund 300 km nordwestlich von Guatemala-Stadt und knapp 40 km nördlich der Departamentshauptstadt San Marcos im Hochland der Sierra Madre auf 2520 Metern Höhe. 
Tejutla ist von San Marcos aus über eine Landstraße zu erreichen, die östlich des Vulkans Tajumulco über La Grandeza und Serchil in den abgelegenen Norden des Departamentos führt. In dem 142 km² großen Municipio leben rund 45.000 Menschen, davon der weit überwiegende Teil auf dem Land. Neben dem rund 5000 Einwohner zählenden Hauptort besteht das Municipio aus den Landgemeinden (Aldeas) Agua Tibia, Armenia, Buena Vista El Rosario, Cancela Grande, Chanlanchac, Culvillá, Cuyá, El Horizonte, El Paraiso, Esquipulas, Ixmulca, La Democracia, Las Delicias, Los Cerezos, Quipambe, San Isidro, Tojuchoc, Tuisincé und Venecia mit insgesamt rund 60 Weilern. Zu Verwaltungszwecken wurden acht Regionen gebildet. Subsistenzwirtschaft ist die Regel.
Bei der Ankunft der Spanier im Jahr 1524 war Tejutla (damals „Texutla“) bereits eine bedeutendere Siedlung der Mam-Maya. Neben dem Ort gründeten die Spanier am 25. Juli 1627 ein neues Dorf mit dem Namen Santiago Tenango. Beide Orte koexistierten nebeneinander und hatten getrennte Verwaltungen. Der spanischen Kolonialverwaltung vor Ort unterstand um 1700 ein Gebiet, das dem der heutigen Municipios Comitancillo, Ixchiguán, Concepción Tutuapa, Sipacapa, Sibinal, Tajumulco, Tacaná und Teilen von San Miguel Ixtahuacán entsprach. Im weiteren Verlauf wuchsen die beiden Orte Tejutla und Santiago Tenango zusammen; der Ort hieß daher einige Zeit Santiago Tejutla, bis der Bezug auf den Patron Santiago im Ortsnamen entfiel. 1870 erhielt Tejutla wegen seiner regionalen Bedeutung den Status einer Villa oder Kleinstadt. Damals gab es auch Bestrebungen, Tejutla zur Departaments-Hauptstadt zu machen. In den Jahrzehnten danach wurden etliche Aldeas Tejutlas eigenständige Municipios.
Heute grenzen folgende Municipios an Tejutla: Concepción Tutuapa im Norden, San Miguel Ixtahuacán im Nordosten, Comitancillo im Osten und Südosten, San Marcos im Süden, Ixchiguán im Westen und San José Ojetenam im Nordwesten.